# Dienst Uitvoering Onderwijs

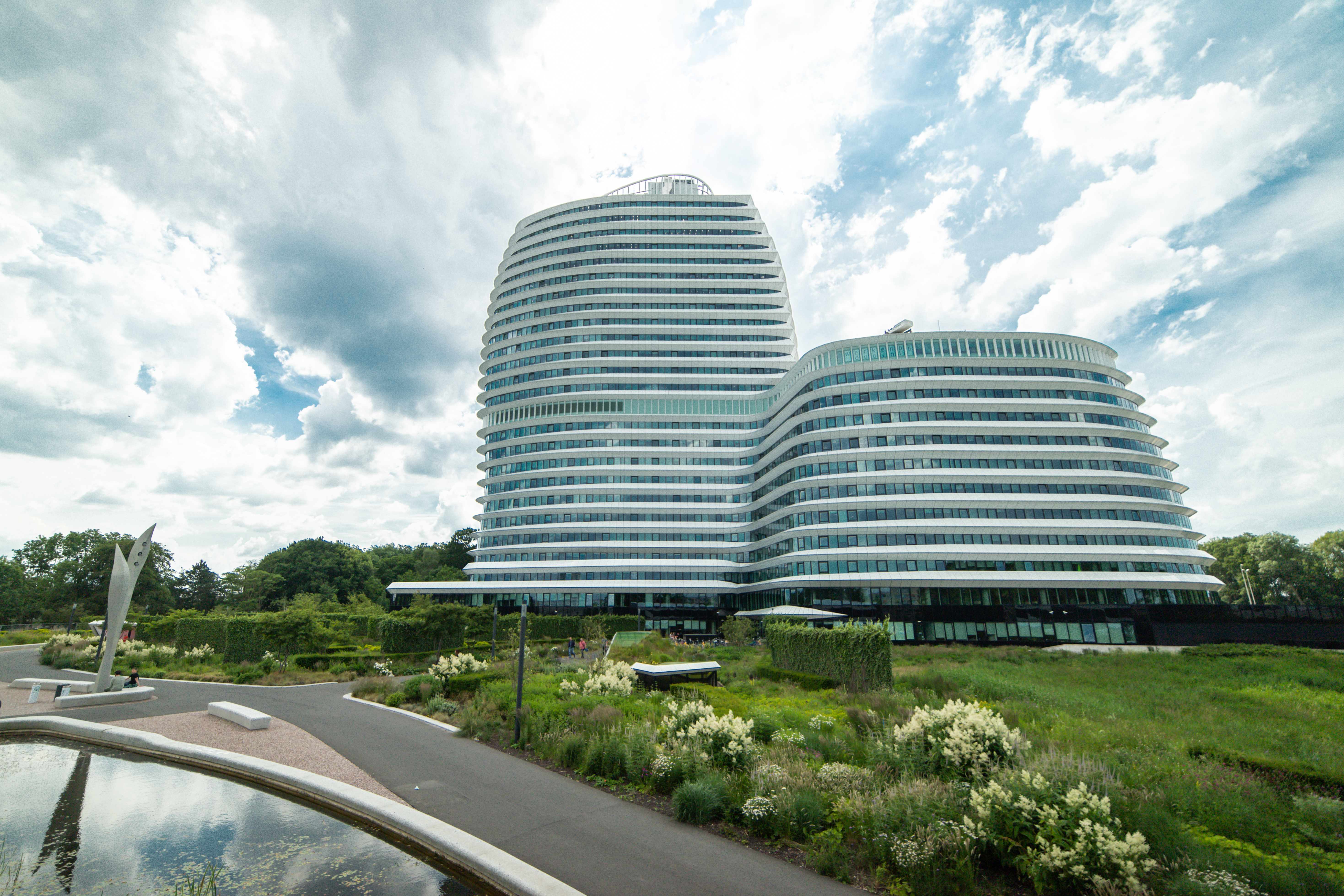
Het hoofdkantoor van DUO aan de Kempkensberg in Groningen (2019)

De Dienst Uitvoering Onderwijs (DUO) is een agentschap van het Nederlandse ministerie van Onderwijs, Cultuur en Wetenschap. DUO is op 1 januari 2010 ontstaan door een fusie van de Informatie Beheer Groep (IB-Groep) en CFI (Centrale Financiën Instellingen).
De Dienst Uitvoering Onderwijs voert verschillende onderwijswetten- en regelingen uit. Daarnaast ondersteunt DUO in opdracht van het ministerie van Sociale Zaken en Werkgelegenheid de gemeenten bij het uitvoeren van de Wet inburgering.

## Taken
De Dienst Uitvoering Onderwijs voert de volgende taken uit: 
- verstrekken van studiefinanciering, tegemoetkomingen, Lerarenbeurs en leningen en vergoedingen aan inburgeringsplichtigen
- bekostigen van onderwijsinstellingen
- onderhouden van Basisregistratie Instellingen (BRIN) register
- innen van lesgelden en studieschulden
- beheren van het verzuimloket voor het melden van verzuim van leerlingen
- erkennen en legaliseren van diploma's
- beheren van het diplomaregister
- organiseren van staats- en inburgeringexamens
- verrijken van onderwijsgegevens tot informatieproducten
- uitvoeren van logistieke werkzaamheden voor het centraal examen in het voortgezet onderwijs
- verzorgen van het proces van aanmelding, selectie en plaatsing voor lotingstudies in het hoger onderwijs
- verzamelen en beheren van onderwijsgegeven in diverse registers
- beheren van het register met de instellingen die de ‘Gedragscode internationale student in het Nederlandse hoger onderwijs’ hebben getekend
- fungeren als Nationaal Europass Centrum in Nederland
- beheren van informatiesystemen in het kader van de Wet inburgering.

## Klanten
Onder andere de volgende groepen maken gebruik van de diensten van DUO:
- scholieren en hun ouders, (buitenlandse) studenten en terugbetalers
- leraren
- inburgeraars
- onderwijsinstellingen in het primair onderwijs, voortgezet onderwijs, middelbaar beroepsonderwijs en hoger onderwijs.
- overheidsorganisaties, zoals gemeenten en RMC's (Regionale Meld- en Coördinatiepunten)

## Vestigingen
Het hoofdkantoor van DUO is gevestigd in Groningen. Daarnaast is er een vestiging in Den Haag. Verder zijn er zes servicekantoren, verspreid over het hele land, en twee servicebalies, Enschede en Maastricht, waar klanten terechtkunnen met vragen over bijvoorbeeld studiefinanciering, inburgering, examens en diploma’s. Ook heeft DUO zeven toetslocaties voor inburgeringsexamens.

## Nieuwbouw
Sinds 2011 is er een kantoorgebouw voor DUO en de Belastingdienst samen. Het nieuwe hoofdkantoor, van DUO en de Belastingdienst, staat dicht bij het station Groningen Europapark op het Europapark in stadsdeel Zuid in Groningen-Zuidoost. Met de bouw van dit kantoor werd eind 2008 begonnen en het gebouw werd in 2011 opgeleverd. Het nieuwe gebouw telde 24 verdiepingen en bood plaats aan 2600 medewerkers.

## Geschiedenis DUO

### Dependance ministerie van Onderwijs en Wetenschappen
In de Eerste (1960) en Tweede (1966) nota Ruimtelijke Ordening schetste de overheid het zogenaamde ‘spreidingsbeleid’. Een van de maatregelen uit de nota’s was de verplaatsing van overheidsorganisaties naar de noordelijke en zuidelijke provincies. Deze maatregel had tot doel de druk op de Randstad te verlichten en tegelijkertijd werkgelegenheid te creëren in landsdelen waar de werkloosheid op dat moment groot was.
In het kader van het spreidingsbeleid verhuisden in 1969 de eerste ambtenaren van het toenmalige ministerie van Onderwijs en Wetenschappen naar Groningen. Deze dependance van het ministerie heette ‘Tegemoetkoming Studiekosten’. De ambtenaren van deze dependance beheerden de studietoelagen voor leerlingen van het voortgezet onderwijs. 
Een jaar later volgden 25 ambtenaren om op de afdeling Rijksstudietoelagen de toelagen voor het wetenschappelijk onderwijs en het hoger onderwijs te regelen. In 1973 werden de afdelingen Rijksstudietoelagen en Tegemoetkoming Studiekosten samengevoegd onder de naam Centrale Directie Studiefinanciering (CDS). In 1974 kwam ook de afdeling 'Centraal Bureau Aanmelding en Plaatsing' van Den Haag naar Groningen.

### Informatiseringsbank
Het beleid en de uitvoering van de Wet op de studiefinanciering waren eerder organisatorisch niet van elkaar gescheiden. Bij de uitvoering van de wet ontstonden in 1988 problemen, omdat de wet te snel ingevoerd moest worden. Als gevolg hiervan werd besloten om beleid en uitvoering te scheiden. In 1988 ontstond daarom de meer zelfstandige Informatiseringsbank. Hierin werden drie directies (waarvan de Centrale Directie Studiefinanciering de bekendste was) van het ministerie van Onderwijs en Wetenschappen samengevoegd. Cees Barnhoorn werd aangesteld als hoofddirecteur van de Informatiseringsbank.

### BKO en CFI
In 1992 gaf de secretaris-generaal van het ministerie van Onderwijs, Cultuur en Wetenschap, met de oprichting van BKO (Bekostigingsorganisatie) uitvoering aan de opdracht van minister Jo Ritzen om beleid en uitvoering te scheiden. De organisatie werd gevestigd in Zoetermeer en kreeg hetzelfde jaar nog de naam CFI. Deze naam werd gebaseerd op de drie directies: Concern, Financiën en Infra, maar werd later de afkorting voor Centrale Financiën Instellingen.

### Informatie Beheer Groep
In 1994 ontstond de Informatie Beheer Groep (IB-Groep) uit de verzelfstandiging van de Informatiseringsbank tot een zelfstandig bestuursorgaan.

### Agentschap CFI
In 1996 kreeg CFI de status van agentschap. De organisatie was daardoor niet langer een zelfstandige hoofddirectie binnen het ministerie van Onderwijs, Cultuur en Wetenschappen.